# John Cunningham (admirál)
Sir John Henry Dacres Cunningham (13. dubna 1885, Demerara, Britská Guyana – 13. prosince 1962, Londýn, Anglie) byl britský admirál. U Royal Navy sloužil od roku 1900, jako navigační důstojník se vyznamenal již v první světové válce. Za druhé světové války evakuoval norskou královskou rodinu do britského exilu (1940). Jako vrchní velitel ve Středomoří (1943–1946) se podílel na spojenecké invazi v Itálii a Francii (1944). Po válce zastával funkci prvního námořního lorda (1946–1948). Krátce před odchodem do penze obdržel nejvyšší možnou hodnost velkoadmirála (1948).

## Kariéra

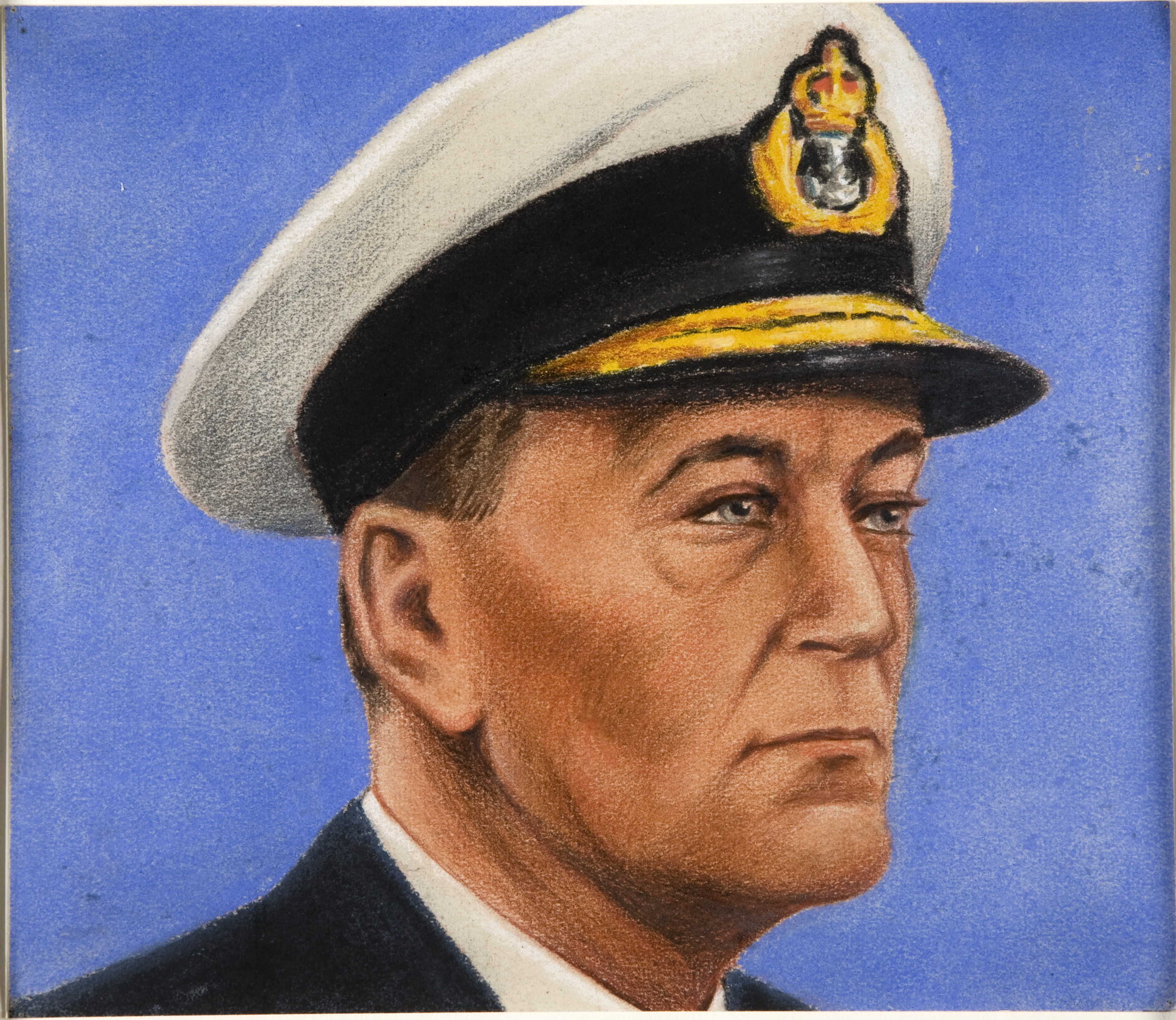
Portrét admirála Cunninghama z období druhé světové války

Narodil se v britské kolonii Guyana v jižní Americe jako syn právníka Henryho Hutta Cunninghama (1850–1897). Do Royal Navy vstoupil jako kadet v roce 1900, po složení důstojnických zkoušek se stal poručíkem (1905), později si doplnil vzdělání a před první světovou válkou začal působit jako navigační důstojník. Za první světové války sloužil u loďstva Grand Fleet, byl navigátorem na křižníku HMS Renown a v roce 1917 byl povýšen na komandéra. Po válce sloužil střídavě na moři a jako instruktor na Královské námořní akademii v Greenwichi. V roce 1924 byl povýšen na kapitána a obdržel Viktoriin řád. V letech 1930–1932 byl ředitelem operačního oddělení na admiralitě, poté byl velitelem na křižníku HMS Resolution ve Středozemním moři. V letech 1935–1936 byl námořním pobočníkem krále Jiřího V. a v roce 1936 dosáhl hodnosti kontradmirála. Poté byl lordem admirality a zástupcem náčelníka námořního štábu (1936–1938). V roce 1939 byl povýšen na viceadmirála a mezitím zastával funkci pátého námořního lorda a velitele námořního letectva (1938–1939).

## Druhá světová válka

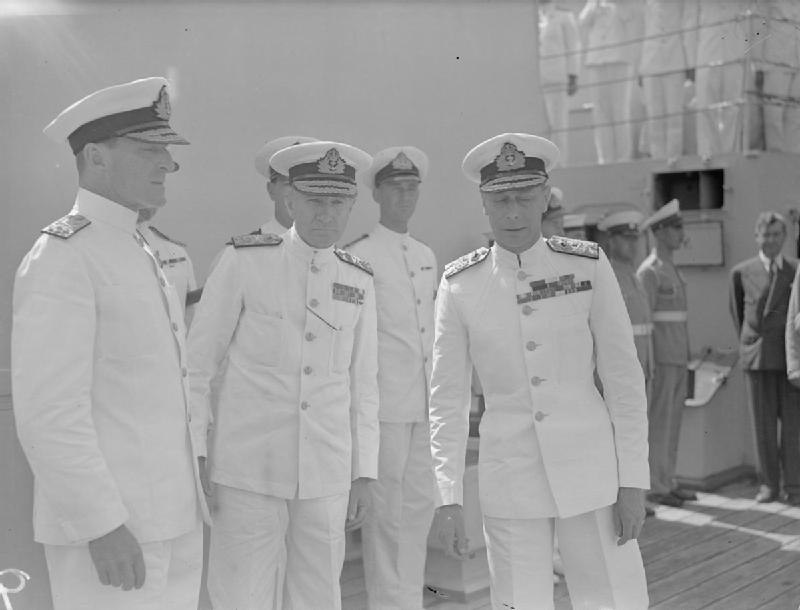
Viceadmirál Cunningham (uprostřed) s králem Jiřím VI. (vlevo) na palubě lodi HMS Orion (1943)

Na začátku druhé světové války operoval ve Středozemním moři, ale krátce poté byla jeho eskadra převelena k loďstvu Home Fleet. Zúčastnil se evakuace spojeneckých jednotek z Norska a na palubě své lodi HMS Devonshire přepravil norského krále Haakona VII. a členy norské vlády do exilu v Londýně. Část flotily byla napadena německým loďstvem a byla potopena letadlová loď HMS Glorious. Tomu Cunningham mohl pravděpodobně zabránit, ale cítil zodpovědnost za norskou královskou rodinu na své lodi a pokračoval v cestě k britským břehům. V září 1940 byl vrchním velitelem neúspěšného pokusu o dobytí Dakaru. V letech 1942–1943 byl čtvrtým námořním lordem s kompetencí pro zásobování a námořní dopravu, poté se znovu aktivně zapojil do válečných operací. V roce 1943 byl povýšen na admirála a v letech 1943–1946 byl vrchním velitelem ve Středozemním moři. V roce 1944 velel spojeneckému vylodění u Anzia a v létě téhož roku řídil invazi v jižní Francii (Operace Dragoon).
Do roku 1946 byl vrchním velitelem ve Středomoří, poté zastával funkci prvního námořního lorda (1946–1948). V lednu 1948 dosáhl nejvyšší možné hodnosti velkoadmirála (Admiral of the Fleet) a v září téhož roku odešel do výslužby. Veřejně vystoupil naposledy jako účastník korunovace královny Alžběty II. (1953), poté žil v soukromí, i když ještě několik let zastával funkce v obchodních společnostech a regionální správě hrabství Bedfordshire, kde byl zástupcem místodržitele. Za zásluhy během druhé světové války obdržel řadu vyznamenání v Británii i v zahraničí. Jako nositel rytířského kříže Řádu lázně byl v roce 1941 povýšen do šlechtického stavu s nárokem na titul Sir, po válce pak obdržel velkokříž Řádu lázně (1946). Za účast na evakuaci norské královské rodiny získal norský Řád svatého Olafa (1942), dále byl nositelem řeckého Řádu Jiřího I. (1945) a amerického vyznamenání Legion of Merit (1945). Ve Francii obdržel Válečný kříž (1945) a velkodůstojnickou stuhu Řádu čestné legie (1945). Získal také čestné občanství v Londýně.
V roce 1910 se oženil s Dorothy Mayovou a měl s ní dva syny. Mladší z nich Richard Louis (1919-1941) padl za druhé světové války jako poručík Royal Navy.